# Xihe (socken i Kina, Hunan)
Xihe (kinesiska: 熙和, 熙和乡) är en socken i Kina. Den ligger i provinsen Hunan, i den södra delen av landet, omkring 110 kilometer nordväst om provinshuvudstaden Changsha.
Genomsnittlig årsnederbörd är 1 680 millimeter. Den regnigaste månaden är maj, med i genomsnitt 312 mm nederbörd, och den torraste är december, med 46 mm nederbörd.